# Államok vezetőinek listája 980-ban
Ezen az oldalon a 980-ban fennálló államok vezetőinek névsora olvasható földrészek, majd országok szerinti bontásban.

## Európa
- Angol Királyság – II. Tanácstalan Ethelred király (978–1016)
- Areláti Királyság – Békés Konrád király (937–993)
- Bizánci Birodalom – II. Baszileiosz császár (976–1025)
- Bretagne – I. Hoël uralkodó (960–981)
- Bulgária – 
  - Roman cár (977–997) társuralkodó
Sámuel cár (977–997) társuralkodó
- Dánia – I. Kékfogú Harald király (958–986)
- Duklja – Petriszláv herceg (971–990)
- Gascogne-i Hercegség (Nyugat-Frankföld vazallusa) – II. Vilmos, Gascogne hercege (kb. 961–996)
- Hispania –
  - Barcelonai Grófság – II. Borrel gróf  (947–993), a Karoling-ház vazallusa
  - Kasztíliai Grófság – I. García gróf (970–995)
  - Córdobai Kalifátus – II. Hisám kalifa (976–1008)
A hatalom tényleges birtokosa: Al-Manszúr ibn Abi Aamir, az előző kalifa főtanácsosa, (978–1002)
  - Leóni Királyság – III. Gyermek Ramiro leóni király (966–985)
    - Első portugál grófság – Gonçalo gróf (950–999)

  - Pamplonai Királyság – II. Sancho király (970–994)
  - Pallars grófság – II. Rajmund gróf (948–992) és I. Borrell gróf (948–995) társuralkodók
  - Ribagorça grófság – Arnold gróf (979–990)
- Horvát Királyság – Stjepan Držislav horvát király (969–997)
- Írország – 
  -     1. Domnall ua Néill ír főkirály (956–980)
    2. III. Máel Sechnaill ír főkirály (980–1002)

  - Ailech – 
    1. Domnall ua Néill, Ailech királya (943–980)
    2. Fergal mac Domnaill meic Conaing, Ailech királya (980–989)

  - Connacht – Cathal mac Conchobar mac Taidg, Connacht királya (973–1010)
  - Uí Maine – Muirgus mac Domnaill, Uí Maine királya (973–985)
  - Leinster – Domnall Claen király (978–984)
  - Meath – Máel Sechnaill mac Domnaill, Meath királya (975/976–1022)
  - Munster – Brian Boru, Munster királya (978–1014)
- Kaukázus –
  - Ibériai Királyság – II. Bagrat herceg (958–996)
  - Kaheti Hercegség – Dávid herceg (976–1010)
  - Ani (Örményország) – II. Szmbat Tiezerakal király (977–989)
- Kijevi Rusz – 
  -     1. I. Jaropolk fejedelem (972–980)
    2. I. Nagy Vlagyimir fejedelem (980–1015)

  - Polocki Fejedelemség – I. Vlagyimir fejedelem (978–988)
- Lengyelország – I. Mieszko fejedelem (960 k.–992)
- Magyar Fejedelemség – Géza fejedelem (972–997)
- Német-római Birodalom – II. Vörös Ottó császár (967–983) 
  - Német Királyság –
    - Ausztria – I. Lipót őrgróf (976–996)
    - Bajorország – I. Sváb Ottó herceg (976–982)
    - Csehország – II. Jámbor Boleszláv cseh fejedelem (967–999)
    - Karinthia – I. (Wormsi) Ottó herceg (978–985)
    - Kölni Választófejedelemség – Warin érsek (976–985)
    - Lotaringia –
      - Alsó-Lotaringia – Károly herceg (973–991)
      - Felső-Lotaringia – I. Dietrich herceg (978–1026)
      - Fríziai grófság – II. Dirk holland gróf (kb. 939–988)
      - Hainaut-i grófság – II. Godfrey gróf (973–998)

    - Mainzi Választófejedelemség – Szent Willigis érsek (975–1011)
    - Meißeni Őrgrófság – Rikdag őrgróf (979–985)
    - Svábföld – I. Sváb Ottó herceg (973–982)
    - Szászország – I. Bernát szász őrgróf (973–1011)
    - Trieri Választófejedelemség – Egbert érsek (977–993)

  - Itáliai Királyság – 
    - Amalfi Köztársaság – I. Mansone herceg (966–1004)
    - Aquileia – Rodoald pátriárka (963–984)
    - Beneventói Hercegség – I. Vasfejű Pandulf herceg (943–981)
    - Capuai Hercegség – I. Vasfejű Pandulf herceg (961–981)
    - Gaetai Hercegség – II. Marinus herceg (978–984)
    - Nápolyi Hercegség – II. Marinus herceg (968–992)
    - Salernói Hercegség – Pandulf herceg (977–981) Benevento, Capua és Spoleto hercege
    - Spoletói Hercegség – I. Vasfejű Pandulf herceg (967–981)
    - Szicíliai Emírség – Abu al-Kászim emír (970–982)
    - Toszkána – Nagy Hugó őrgróf (961–1001)
    - Velencei Köztársaság – Tribuno Memmo, dózse (979–991)
- Norvégia – Nagy Haakon Jarl király (976–995)
- Nyugat-Frankföld – Lothár király (954–986)
  - Angoulême-i grófság – II. Arnald Manzer gróf (975–988)
  - Anjou grófság – I. Szürkekabátos Gottfried gróf (960–987)
  - Aquitania – IV. Vaskezű Vilmos herceg (963–993)
  - Blois-i Grófság – I. Odó gróf (975–995)
  - Burgundi Hercegség – I. Henrik herceg (965–1002)
  - Cambrai Grófság – II. Arnulf gróf (967–1007)
  - Champagne – III. Herbert gróf (967–995)
  - Flamand grófság – II. Arnulf gróf (965–988)
  - Maine-i grófság – II. Hugó gróf (950–992)
  - Namuri Őrgrófság – I. Albert namuri gróf (974/980–1010)
  - Neustriai Őrgrófság – Capet Hugó őrgróf (956–987)
  - Normandia – I. Richárd herceg (942–996)
  - Párizsi grófság – Capet Hugó párizsi gróf (956–996)
  - Provence – I. Rotbald provence-i gróf (961–1008)
  - Toulouse-i grófság – III. Vilmos toulouse-i gróf (978–1037)
  - Vermandois-i grófság – I. Albert gróf (943–988)
- Pápai állam – VII. Benedek pápa (972–983)
- Skót Királyság – II. Testvérgyilkos Kenneth skót király (971–995)
- Svédország – VI. Győztes Erik király (970–994)
- Wales –
  - Deheubarth – Owain ap Hywel herceg (950–986)
  - Gwynedd – Ieuaf ab Idwal király (950–986)
  - Powys – Owain ap Hywel herceg (950–986)

## Afrika
- Egyiptom – Al-Azíz Billah fátimida kalifa (975–996)
- Etiópia – Jan Szejum etióp császár (959–999)
- Ifríkija – Juszuf Buluddzsin zírida emír (972–984)
- Makuria – II. Georgiosz király (969–kb. 1002)
- Marokkó (Tanger és a Ríf környéke) – II. Hisám córdobai kalifa (976–1008)
- A hatalom tényleges birtokosa: Al-Manszúr ibn Abi Aamir, az előző kalifa főtanácsosa, (978–1002)

## Ázsia
- Abbászida Kalifátus –
  - Uralkodó – at-Ta’í (974–991)
  - a hatalom tényleges birtokosa: Adud ad-Daula buvajhida főemír (978–983)
  - Perzsia –
  - Uralkodó – Samsz al-Muali Abú l-Haszan Gabúsz ibn Vusmgir zijárida uralkodó (976–1012)
    - Aleppói Emírség – Szaad ad-Daula Saríf hamdánida emír (967–991)
    - Dzsibáli Emírség – 
      1. Fahr ad-Daula buvajhida emír (976–980)
      2. Muajjid ad-Daula buvajhida emír (980–984)

    - Fárszi Emírség – Adud ad-Daula buvajhida emír (949–983)
    - Gorgán és Tabarisztán – Kábúsz Vusmgír zijárida emír (977–1012)
    - Horászán és Transzoxánia – II. Núh számánida emír (976–997)
    - Kermáni Emírség – Adud ad-Daula iljászida emír (968–983)
    - Moszuli Emírség – Adud ad-Daula buvajhida emír (979–981)
    - Szisztán – I. Khalaf szaffárida emír (963–1002)
- Bizánci Birodalom – II. Baszileiosz császár (976–1025)
- Gaznavida Birodalom – Szebüktigin emír (977–997)
- India –
  - Kamarúpa – Indrapála király (960–990)
  - Csálukja – II. Tailapa király (973–997)
  - Csola – Madhurántaka Uttama Csola király (973–985)
  - Mánjakhéta – IV. Indra rástrakuta király (973–982)
  - Pála Birodalom – II. Vigraha Pála király (952–985)
- Japán – Enjú császár (969–984)
- Jemen – ad-Da’i Juszuf rasszida imám (977–999)
- Keralaputra – I. Bhaszkara Ravivarman király (962–1019)
- Khmer Birodalom – V. Dzsajavarman, Angkor királya (császára) (968–1001)
- Kína (Az öt dinasztia és a tíz királyság kora)
  - Szung (Song)-dinasztia – Taj-cung császár (976–997)
  - Északi Han Dinasztia – Liu Csi-jüan (Liú Jì Yuán) császár (968–982)
- Kitán Birodalom (Lia-dinasztia) – II. Csing Cung (Jǐngzōng) császár (969–982)
- Korea (Korjo-dinasztia) – Kjongdzsong király (975–981)
- Mataram Királyság – Szri Isztana Tunggavidzsaja (947–985)